# Nathan Gerbe
Nathan David Gerbe, född 24 juli 1987 i Oxford, Michigan, är en amerikansk professionell ishockeyspelare som spelade senast för New York Rangers i NHL. Han har tidigare representerat Buffalo Sabres och Carolina Hurricanes.
Gerbe valdes av Buffalo Sabres som 142:e spelare totalt i 2005 års NHL-draft.
Gerbe är med sina 165 cm en av de kortaste spelarna i NHL.
Den 4 juli 2013 valde Sabres att köpa ut Gerbe från sitt kontrakt till en kostnad av $ 616,666, som kommer betalas ut över de kommande två åren.

## Statistik

### Klubbkarriär
| 2002–03    | River City Lancers             | USHL       | 25  | 3  | 3  | 6  | 49  | 7 | 1 | 1 | 2 | 2  |
| 2002–03    | U.S. National Development Team | NAHL       | 6   | 2  | 0  | 2  | 8   | — | — | — | — | —  |
| 2003–04    | U.S. National Development Team | USDP       | 58  | 25 | 19 | 44 | 153 | — | — | — | — | —  |
| 2004–05    | U.S. National Development Team | USDP       | 50  | 22 | 25 | 47 | 91  | — | — | — | — | —  |
| 2005–06    | Boston College                 | NCAA       | 39  | 11 | 7  | 18 | 75  | — | — | — | — | —  |
| 2006–07    | Boston College                 | NCAA       | 41  | 25 | 22 | 47 | 76  | — | — | — | — | —  |
| 2007–08    | Boston College                 | NCAA       | 43  | 35 | 33 | 68 | 65  | — | — | — | — | —  |
| 2008–09    | Portland Pirates               | AHL        | 57  | 30 | 26 | 56 | 63  | 5 | 0 | 0 | 0 | 4  |
| 2008–09    | Buffalo Sabres                 | NHL        | 10  | 0  | 1  | 1  | 4   | — | — | — | — | —  |
| 2009–10    | Portland Pirates               | AHL        | 44  | 11 | 27 | 38 | 46  | 4 | 1 | 1 | 2 | 4  |
| 2009–10    | Buffalo Sabres                 | NHL        | 10  | 2  | 3  | 5  | 4   | 2 | 1 | 1 | 2 | 0  |
| 2010–11    | Buffalo Sabres                 | NHL        | 64  | 16 | 15 | 31 | 34  | 7 | 2 | 0 | 2 | 18 |
| 2011–12    | Buffalo Sabres                 | NHL        | 62  | 6  | 19 | 25 | 32  | — | — | — | — | —  |
| NHL totalt | NHL totalt                     | NHL totalt | 146 | 24 | 38 | 62 | 74  | 9 | 3 | 1 | 4 | 18 |